# في. موروغان
في. موروغان هو لاعب كرة قدم ماليزي، ولد في 3 أبريل 1965. لعب مع Perak F.C. ‏.